# Lännässjön
Lännässjön er en stor sø i elven Ljungans løb i Bergs kommun, i det sydøstlige Jämtland i Sverige. Søsystemet binderbyerne Fotingen, Skålan og Klövsjö sammen.
I tømmerflådningstiden trak slæbebåde tømmer over søen. Tidligere gik der også en kirkebåd fra Skålan til kirkebyen Klövsjö.
Søen indbyder til solbadning om sommeren ved de mange grunde sandstrande som for eksempel Sånna (sundet) i Klövsjö. Lännässjön er også en fiskerig sø 
62°36′N 14°6′Ø / 62.600°N 14.100°Ø